# Coldrerio
Coldrerio é uma comuna da Suíça, no Cantão Tessino, com cerca de 2.619 habitantes. Estende-se por uma área de 2,48 km², de densidade populacional de 1.056 hab/km². Confina com as seguintes comunas: Balerna, Castel San Pietro, Genestrerio, Mendrisio, Novazzano.
A língua oficial nesta comuna é o Italiano.